# Židovský protinacistický odboj

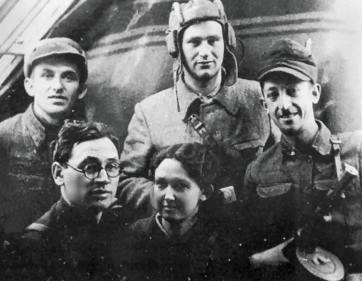
Bělorusko, 1943. Židovská partyzánská skupina brigády pojmenované po Čkalovovi

Židovský protinacistický odboj odkazuje na různé formy odboje během druhé světové války namířeného proti německým okupačním silám v Evropě, který byl organizován Židy během druhé světové války. Tento pojem je především propojen s holokaustem a zahrnuje jak množství různých sociálních reakcí utiskovaných, tak i pasivní a ozbrojený odboj vedený samotnými Židy.
Díky pečlivé organizaci a vojenské přesile nacistického Německa a jeho podporovatelů, a pro nepřátelství ze strany civilního obyvatelstva, bylo pouze malé množství Židů efektivně schopných postavit se okupačním silám na odpor. I přesto existuje celá řada pokusů o odboj v té či oné formě, které zahrnují na sto případů židovských povstání. Historiograficky je studium židovského odboje považováno za důležitou součást studií holokaustu jako takových.

## Typy odboje v Polsku
Martin Gilbert ve své knize The Holocaust: The Jewish Tragedy o typech židovského odboje napsal:
„V každém ghettu, v každém deportačním vlaku, v každém pracovním táboře, dokonce i v táborech smrti, byla vůle vzdorovat silná a měla mnoho podob. Boj s tou trochou zbraní, jež bylo možné obstarat, individuální činy neposlušnosti a protesty, odvaha obstarat si jídlo a pití pod hrozbou smrti, odhodlání nesplnit Němcům jejich poslední přání vidět v Židech paniku a zoufalství.

I pasivita byla formou odboje. Zemřít s důstojností bylo formou odboje. Odolávat demoralizujícímu a brutalizujícímu zlu, odmítnutí být snížen na úroveň zvěře, žít i přes veškeré trýzně a přežít své trýznitele. I toto byly činy odboje. Pouhé podání svědectví těchto událostí nakonec bylo přispěním k vítězství. Přežít bylo vítězstvím lidského ducha."

Tento pohled na věc je podporován Jehudou Bauerem, izraelským historikem českého původu, který napsal, že odboj proti nacistům zastřešoval nejen odpor fyzický, ale i jakýkoliv čin, který dával Židům pocítit důstojnost a lidství, navzdory ponižujícím a nelidským podmínkám. Bauer zpochybňuje populární pohled, že většina Židů šla pasivně na smrt. Argumentuje tím, že v podmínkách, ve kterých Židé Východní Evropy museli žít, není překvapivé, že bylo židovského odporu málo, ale že byl vůbec nějaký přítomen.

### V ghettech

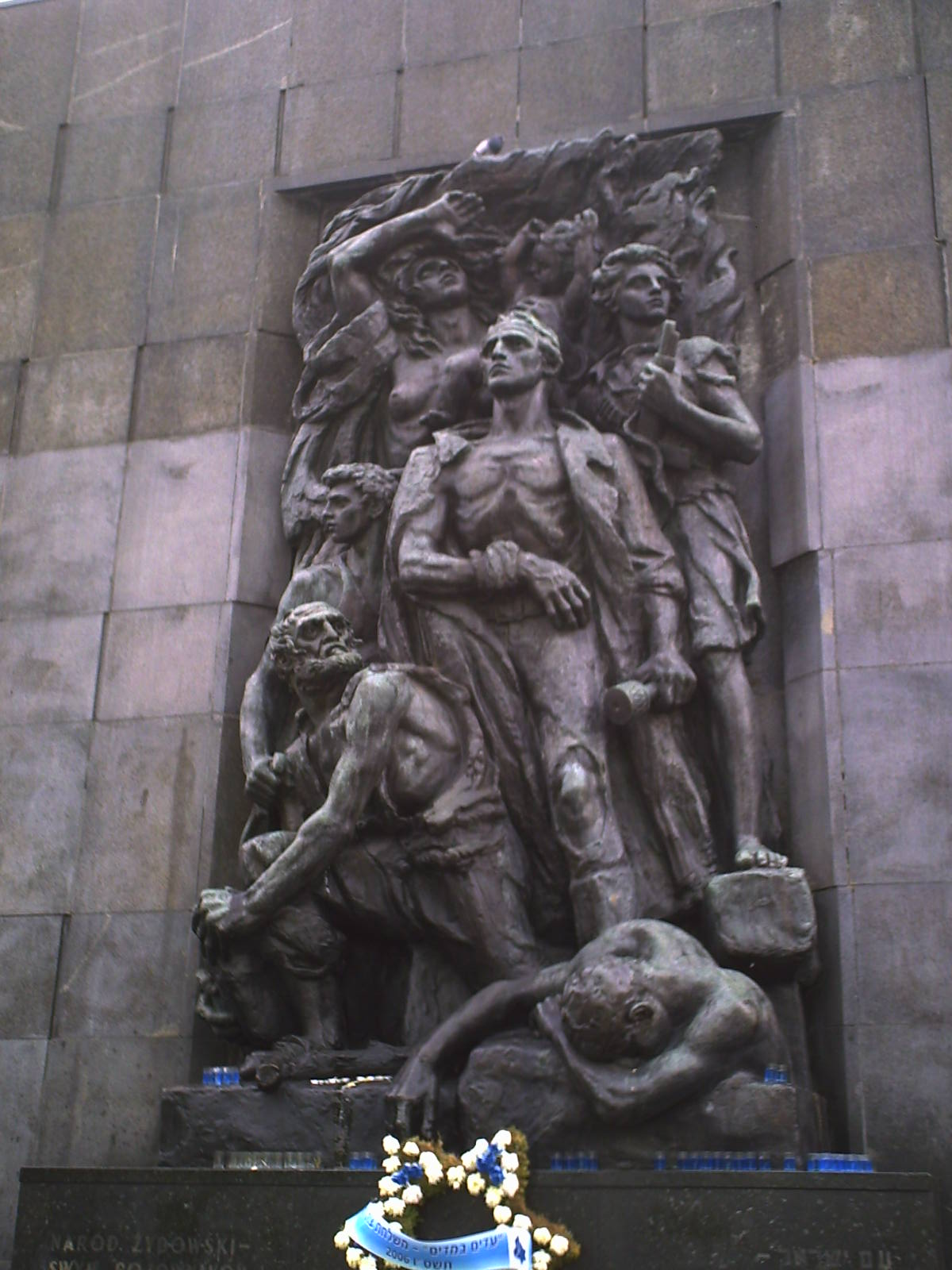
Památník Povstání ve varšavském ghettu

V roce 1940 bylo Varšavské ghetto odříznuto od přístupu k polským odbojovým novinám a jediné noviny, které se do ghetta dostaly, byl propagandistický plátek Generálního gouvernementu Gazeta Żydowska. To vedlo k tomu, že přibližně od května 1940 do října 1941 vydávali Židé v ghettu několik vlastních odbojových novin, obsahující nadějné zprávy o vývoji na frontě. Nejznámější z nich byly publikovány Bundem a hnutím dělnického sionismu. Tyto noviny kritizovaly válku jako takovou, ale po většinu času nevyzývaly k ozbrojenému odboji.
Mezi dubnem a květnem 1943 se židovští muži a ženy Varšavského ghetta vyzbrojili a povstali proti nacistické okupační moci. Hlavním impulsem pro povstání bylo, že se stalo zřejmým, že nacisté začínají deportovat poslední zbytky obyvatel ghetta do Vyhlazovacího tábora Treblinka. Varšavští Židé z Židovské bojové organizace a Židovského vojenského svazu bojovali proti německé přesile převážně pěchotními zbraněmi a Molotovými koktejly s podporou polských odbojových skupin mimo ghetto. Po ostrých bojích se kvalitněji vyzbrojené a vycvičené německé armádě podařilo Varšavské ghetto pacifikovat a všechny zbylé obyvatele ghetta buďto ihned popravilo, nebo deportovalo do vyhlazovacích táborů. Němci tvrdili, že ztratili 18 vojáků a dalších 85 bylo zraněno, nicméně toto tvrzení bylo zpochybňováno odbojovým předákem Markem Edelmanem, který povstání připisoval 300 německých obětí. Zabito bylo ovšem s jistotou 13 000 Židů a 56 885 jich bylo posláno do koncentračních táborů.
I když proběhlo velké množství větších a menších povstání v ghettech, většina z nich nebyla úspěšná. Mezi tato povstání patří Povstání ve varšavském ghettu a Povstání v krakovském ghettu.

### V koncentračních táborech

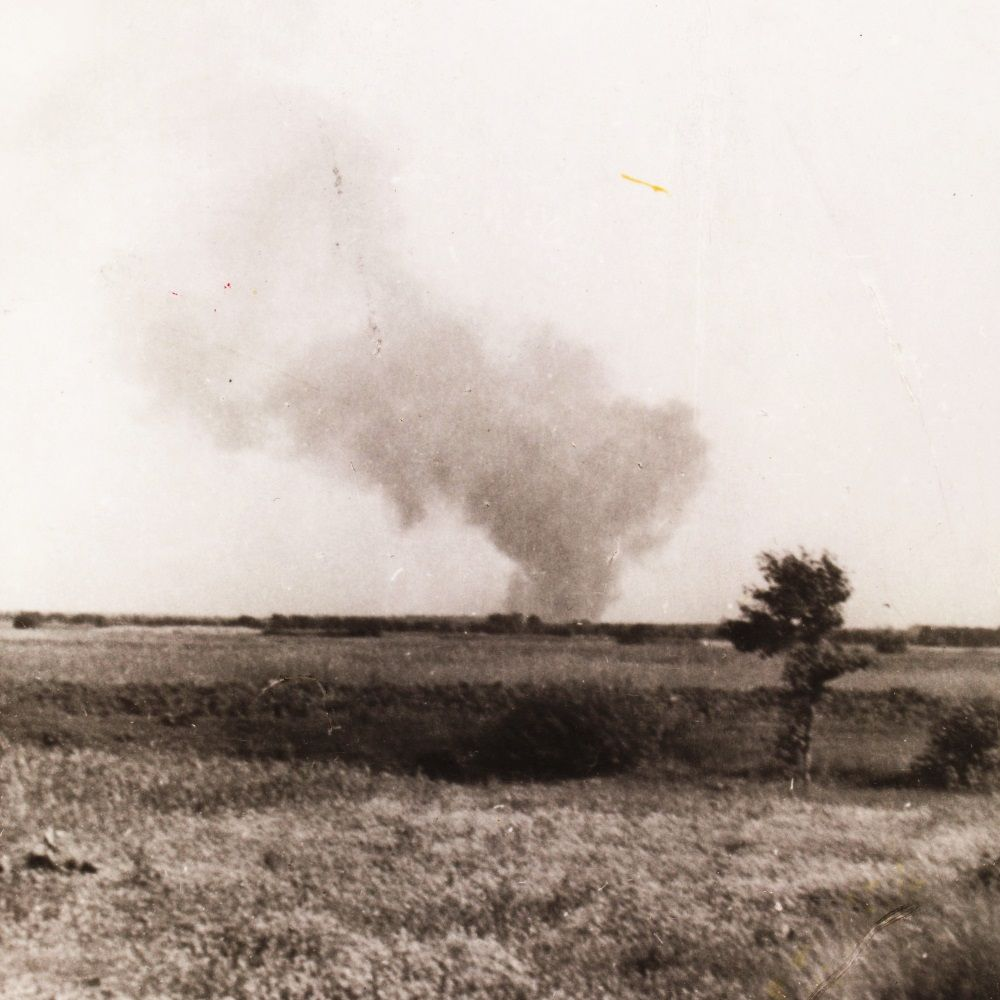
Kouř stoupající z vyhlazovacího tábora Treblinka během vězeňského povstání v srpnu 1943

Ve třech vyhlazovacích táborech v Polsku také došlo k pokusům o ozbrojený odboj.
- V srpnu roku 1943 proběhlo povstání ve Vyhlazovacím táboře Treblinka. Účastníci získali zbraně a granáty poté, co se dvěma mladým vězňům podařilo díky paklíčům dostat do skladu zbraní. Zbraně byly poté rozmístěny po areálu tábora v odpadkových koších. Nicméně v průběhu distribuce zbraní nacistická stráž zastavila jednoho z vězňů a našla u něj peníze. Ze strachu z toho, že vězeň při mučení prozradí vše o plánované vzpouře, se organizátoři rozhodli spustit povstání ještě před dokončením celé distribuce a nechali vybuchnout jeden z granátů, což bylo předem sjednané znamení pro započetí vzpoury. Vězni poté zaútočili na německé a ukrajinské dozorce granáty a střelbou. Několik z nich se vězňům podařilo zabít. V průběhu boje byla zapálena nádrž s palivem a kasárna spolu s obytnými domy lehly popelem. Veškerá vojenská technika byla výrazně poškozena a na táborové sídlo SS byly házeny granáty. Dozorci opětovali palbu, a i když bylo na 1 500 vězňů zabito, ve zmatcích, které povstání provázely, se sedmdesáti dalším podařilo z vyhlazovacího tábora utéct. Dozorci je pronásledovali na koních a v autech, ale někteří z těch, kteří utekli, byli ozbrojení, a tudíž opětovali palbu. Povstání mělo za následek přerušení plynovacích operací v táboře po dobu celého jednoho měsíce.[5]
- V říjnu 1943 proběhlo povstání ve Vyhlazovacím táboře Sobibor, vedené polsko-židovským vězněm Leonem Feldhendlerem a sovětsko-židovským válečným zajatcem Alexandrem Pečerským. Vězňům se podařilo tajně zabít 11 německých důstojníků SS, včetně zastupujícího velitele, a menší množství ukrajinských dozorců. Přestože měli vězni v plánu zabít všechny příslušníky SS a vyjít hlavní bránou, dozorcům se podařilo zabíjení odhalit a spustili palbu. Vězni poté pod touto otevřenou palbou běželi o život a přibližně polovina z tehdejších šesti set vězňů uprchla na svobodu. To nic ovšem nezměnilo na tom, že uniknout německým pronásledovatelům a nezemřít v okolních minových polích se podařilo pouze padesáti až sedmdesáti z nich. Takto velký útěk ovšem přinutil Němce tábor zavřít, což bezpochyby zachránilo nespočet životů.[6]
- 7. října 1944 Sonderkommanda (vězni drženi odděleně od ostatních, aby udržovali plynové komory a krematoria a drtičky kostí v Auschwitz) zorganizovala povstání. Vězeňkyně propašovaly pro tento účel do tábora trhaviny z táborové zbrojovky, ve které pracovaly, a díky nim se podařilo poničit Krematorium IV. V tuto chvíli se k nim připojilo Sonderkommando Birkenau I, kterému se také podařilo přemoci své dozorce a dostalo se pryč z objektu. Vězni se poté pokusili o hromadný útěk, ale byli zastaveni těžkou palbou. Tři příslušníci SS byli při povstání zabiti, včetně jednoho, který byl zaživa vhozen do pece. Skoro všech 250 vězňů bylo tehdy zabito. Krom tohoto pokusu o povstání bylo plánováno povstání celého Auschwitz, které mělo být koordinováno se spojeneckými nálety a útoky polského odboje, které měly odvést pozornost.

### Partyzánské skupiny
Existovalo několik židovských partyzánských skupin operujících v zemích Východní Evropy (převážně v Polsku). Nejvýznamnější z těchto skupin pravděpodobně byli Bielští partyzáni, o kterých pojednává film Odpor, a Parczewští partyzáni operující v oblasti Lublinu. Nespočet Židů se po útěku z Ghett přidával právě k těmto nebo jim podobným skupinám.

## Atentáty
- 4. února 1936 byl vůdce NSDAP ve Švýcarsku Wilhelm Gustloff zavražděn Davidem Frankfurterem, chorvatským Židem.
- 9. listopadu 1938 byl nacistický diplomat Ernst vom Rath v Paříži zavražděn židovským mladíkem, Herschelem Grynszpanem.

## Židovský odboj v jiných zemích

### Belgie
Belgický odboj vůči utiskování Židů vznikl mezi srpnem a zářím 1942 poté, co byla schválena legislativa týkající se nošení žlutých odznaků a počátků deportací belgických Židů. Když začaly deportace, židovští partyzáni zničili záznamy Asociace Židů v Belgii První organizace se specifickým zaměřením na skrývání a obranu Židů Comité de Défense des Juifs (zkratka: CDJ-JVD) byla zformována v létě 1942. Tato levicová organizace pomohla zachránit až 4 000 dětí a 10 000 dospělých nalezením vhodných úkrytů. Vydávala dvoje odbojové noviny v Jidiš, Unzer Wort‎ ("Naše slovo", s dělnicko-sionistickými postoji) a Unzer Kamf‎ ("Náš boj", s komunistickými). CDJ byla ovšem jen jednou z mnoha odbojových skupin, které poskytovaly podporu skrývajícím se Židům. Jiné skupiny a individuální členové odboje byli pověřeni hledáním použitelných úkrytů a dodáváním jídla a falešných dokumentů. Mnoho Židů, kteří se skrývali, vstoupilo do řad odbojových skupin. Skupiny s levicovým zázemím jako Front de l'Indépendance (FI-OF) byly populární především u Belgických Židů. Komunisty inspirované hnutí Partisans Armés (PA) mělo obzvláště širokou židovskou základnu v Bruselu.
Belgický židovský odboj také nesl odpovědnost na atentátu na Roberta Holzingera, vedoucího deportačního programu, v roce 1942. Holzinger, aktivní kolaborátor, byl Rakouským Židem vybraný pro svou roli Němci. Atentát vedl ke změně vedení AJB. Pět z jeho vůdců bylo totiž zatčeno a internováno do pracovního tábora Breendonk, ale později propuštěno pro nevoli belgické veřejnosti. Šestý byl deportován přímo do Auschwitz.
Belgický odboj byl neskutečně dobře informován, co se osudu deportovaných Židů týče. V srpnu 1942 (dva měsíce po začátku belgických deportací), napsal nežidovský odbojový plátek De Vrijschutter, že "...[Deportovaní Židé] jsou skupinově vražděni plynem a jiní jsou popravování popravčími četami s kulomety."
Na začátku roku 1943 vyslala Front de l'Indépendance Viktora Martina, ekonoma Katolické univerzity v Lovani, za použití jeho krytí, jakožto výzkumníka Univerzity v Kolíně, aby shromáždil informace o osudu deportovaných belgických Židů. Martin navštívil Auschwitz a jeho krematoria. Po zatčení Němci se mu podařilo utéct a podařilo se mu o jeho poznatcích podat CDJ v květnu 1943 svědectví.

### Francie
Přestože byli Židé pouhým 1 % francouzského obyvatelstva, tvořili 15–20 % Francouzského odboje. Někteří z nich byli Židy prchajícími z Maďarska.
Francouzští Židé založili vlastní odbojové hnutí Armée Juive (Židovskou armádu), sionistickou skupinu, která zahrnovala až 2000 bojovníků operujících po celé Francii. Mezi její hlavní aktivity patřilo převádění Židů do Španělska a Švýcarska, podnikání útoků proti okupačním silám Německa a Itálie a odstraňování informátorů a agentů Gestapa. Armée juive se také účastnila bojů Francouzského povstání v srpnu 1944 a to v Paříži, Lyonu a Toulouse.

### Německo
Židovský odboj v samotném Německu během vlády nacistů měl mnoho podob, a to od sabotáží německého průmyslu, přes distribuci protinacistické propagandy a účast na pokusech pomoci Židům utéct z nacisty okupovaných území, až po zásobování Spojenců zpravodajskými informacemi. S ohledem na úmysl nacistů Židy vyhubit by, podle některých autorů, mohl být i samotný pokus o přežití považován za odbojovou aktivitu. Židovská účast na Německém odboji během druhé světové války byla z větší části omezena na odbojové aktivity levicových sionistických skupin, jakými byly například Werkleute, Ha-Šomer ha-ca'ir a Ha-Bonim Dror a stranami, jakými byla SPD a Strana německých komunistů. Na tyto skupiny byl židovský odboj omezen proto, jelikož i když mnohé nelevicové a nežidovské opoziční (hlavně konzervativní a náboženské) skupiny k Hitlerově NSDAP sdíleli s těmi levicovými odpor, s Hitlerem sdíleli protižidovské sentimenty.
Známý je i případ Helmuta Hirsche, židovského studenta architektury ze Stuttgartu, podle NSDAP napojeného na spiknutí s cílem vyhodit její stranické sídlo v Norimberku do povětří. Po zatčení Gestapem v prosinci 1936 se Hirsch přiznal k plánování vraždy Julia Streichera, předáka NSDAP a editora protižidovského plátku Der Stürmer, jménem Strasserovy Černé fronty. Hirsch byl odsouzen k smrti 8. března 1937 a 4. června byl sťat sekerou. Dalo by se ovšem polemizovat, nakolik byl Hirsch napojen na extrémně rasistickou Černou frontu a nakolik byl pouze zneužit pro její očernění v očích převážně antisemitského německého obyvatelstva.
Možná nejvýznamnější židovskou odbojovou organizací v Německu byla takzvaná Baumova Skupina (Baum-Gruppe), která byla aktivní v letech 1937 až 1942. Tvořená převážně mladými Židy a Židovkami, skupina distribuovala protinacistické letáčky a organizovala poloveřejné demonstrace. Její nejznámější akcí bylo odpálení nálože v Josephem Gobbelsem organizované protisovětské výstavě v berlínské Lustgarten. Akce byla nacisty použita jako záminka k hromadnému zatýkání a popravám německých Židů. Právě to vedlo k debatě uvnitř opozičních kruhů ohledně použitelnosti ozbrojeného boje, jelikož následky byly strašlivé.

### Nizozemsko
Jedinou předválečnou skupinou v Nizozemsku, která se okamžitě reorganizovala v odbojovou skupinu, byla Komunistická strana Nizozemska. Během prvních dvou let války byla největší nizozemskou odbojovou skupinou, větší než všechny ostatní dohromady. Jejím hlavním odbojovým počinem bylo zorganizování takzvané Únorové stávky v roce 1941 v protestu proti protižidovským opatřením. Mnoho Židů se do této stávky zapojilo. Do protinacistického odboje se v Nizozemsku zapojilo na 1 000 Židů a polovina z nich byla nacistickými úřady zatčena a deportována. V roce 1988 byl starostou Amsterdamu Edem van Thijnem odhalen pomník jejich památce.
Mezi jiné známé účasti Židů na protinacistickém odboji patří případ židovského ředitele Centra shromaždiště Židů (na deportaci) „Hollandsche Schouwburg“, bývalém divadle Waltera Susskinda, bez něhož by únik mnoha židovských dětí z jím vedeného shromaždiště nebyl možný. Pomáhali mu jeho asistent Jacques van de Kar a ředitelka nedalekých jeslí, paní Pimentel.

## Ve spojeneckých armádách
Britská armáda vytrénovala 37 židovských dobrovolníků z Britského mandátu Palestina k výsadkům v Evropě v pokusu zorganizovat v ní odboj. Nejznámějším členem této skupiny byla Chana Senešová. Byla vysazena do Jugoslávie, aby asistovala při záchraně maďarských Židů, kteří měli být deportováni do vyhlazovacího tábora Auschwitz. Senešová byla zatčena na maďarské hranici, poté vězněna a mučena, ale odmítla vydat detaily své mise. Následně byla odsouzena k popravě zastřelením. V Izraeli je považována za národní hrdinku.
Britská vláda v červenci 1944 zformovala takzvanou Židovskou brigádu, která zahrnovala více než 5000 židovských dobrovolníků z Palestiny, rozdělených do tří pluků pěchoty, pluku dělostřelectva a několika podpůrných jednotek. Byli napojeni na britskou Osmou armádu v Itálii a od listopadu téhož roku se účastnili finální ofenzívy Italské fronty. Po konci války v Evropě byla tato brigáda v červenci 1945 přesunuta do Belgie a Nizozemska. Krom účasti na bojích proti německým jednotkám měla brigáda na starost ochranu přeživších holokaust.
Speciální zpravodajská skupina byla komandem Britské armády tvořeným německy mluvícími židovskými dobrovolníky z Palestiny. Podnikala sabotážní akce za nepřátelskými liniemi během pouštních bojů a shromažďovala vojenské informace zastavováním a výslechem německých transportů, když byli její členové převlečeni do uniforem Německé vojenské policie. Krom toho také asistovali jiným britským ozbrojeným silám. Po neúspěšné operaci Agreement, sérii pozemních a obojživelných operací podniknutých britskými, rhodéskými a novozélandskými jednotkami proti Němci a Italy drženém Tobruku v září 1942, byli přeživší této skupiny přeloženi do Royal Pioneer Corps.

## Židovští odbojáři

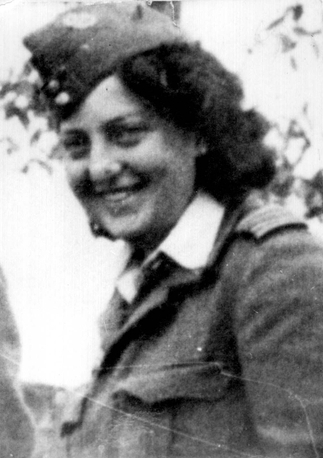
Chana Senešová v britské uniformě v Jugoslávii, 1944

- Mordechaj Anielewicz, vůdce Židovské bojové organizace během Povstání ve varšavském ghettu, zabit při výkonu služby, 1943
- Dawid Apfelbaum, velitel Židovského vojenského svazu během povstání Varšavského ghetta, zabit při výkonu služby během těžkých bojů na začátku povstání
- Paweł Frenkiel, polský Židovský mládežnický vůdce ve Varšavě a nadřízený velitel Židovského vojenského svazu, zabit při výkonu služby během obrany sídla ŻZU
- Jicchak Arad, bývalý sovětský partyzán
- Herbert Baum, židovský člen německého odboje proti nacismu, umučen k smrti Gestapem
- Bielští partyzáni, organizace židovských partyzánů, kteří zachraňovali Židy před smrtí v západním Bělorusku
- Frank Blaichman, polský Žid, přeživší holokaust a předák židovského odboje
- Thomas Blatt, přeživší povstání a útěku z Vyhlazovacího tábora Sobibor v říjnu 1943
- Masha Bruskina, sedmnáctiletý židovský člen minského odboje, popraven nacisty
- Eugenio Calò, italský partyzán, popraven nacisty
- Franco Cesana, italský žid, který se připojil k partyzánské skupině, zabit nacisty ve svých třinácti letech
- Jicchak Cukierman, jeden z vůdců povstání ve Varšavském ghettu roku 1943 a bojovník ve Varšavském povstání v roce 1944
- Szymon Datner, pomohl propašovat několik lidí z białystockého ghetta v roce 1943
- Marek Edelman, jeden z vůdců povstání ve Varšavském ghettu
- Selma Engel-Wijnberg, jediný známý nizozemský vězeň Vyhlazovacího tábora Sobibor, který utekl a přežil
- Leon Feldhendler, polský Žid a odbojář, který zorganizoval vězeňské povstání ve Vyhlazovacím táboře Sobibor
- Dov Freiberg, účastník povstání ve Vyhlazovacím táboře Sobibor, který se později stal členem partyzánské jednotky Josepha Serchuka
- Munyo Gruber, člen Parczewských partyzánů, kteří bojovali s Němci a snažili se zachránit tolik Židů, kolik bylo v jejich silách
- Aba Kovner, člen Spojené partyzánské organizace, jedné z prvních organizací ozbrojeného odboje v židovských ghettech pod německou okupací, po válce jeden z předních členů Nakamu
- Cvija Lubetkinová, jedna z předaček odboje v nacisty okupované Varšavě a jediná žena ve velení Židovské bojové organizace
- Dov Lopatyn, velitel jednoho z prvních povstání v ghettu a člen partyzánské jednotky, zabit při výkonu služby
- Vladka Meed, židovský odbojář, který v Polsku pašoval dynamit do Varšavského Ghetta a také z něj pomáhal utéci dětem
- Parczewští partyzáni, partyzánská organizace, která bojovala proti německé okupační síle a snažila se zachránit tolik Židů, kolik bylo v jejích silách
- Alexander Pechersky, jeden z organizátorů a vůdců jednoho z nejúspěšnějších povstání a hromadného útěku Židů z Vyhlazovacího tábora Sobibor v říjnu 1943
- Moše Pijade, jeden z předáků povstání v Černé Hoře proti Italským okupačním silám v okupované Jugoslávii
- Chaviva Reiková, jedna ze 32 až 37 Palestinských-Židů poslaných Židovskou agenturou pro Izrael britským Oddělením pro zvláštní operace (SOE) na vojenské mise v nacisty okupované Evropě; byla zajata a popravena.
- Joseph Serchuk, velitel jednotky židovských partyzánů v Lublinské oblasti v Polsku
- Chana Senešová, jedna ze 32 až 37 Palestinských-Židů poslaných Židovskou agenturou pro Izrael britským Oddělením pro zvláštní operace (SOE) na vojenské mise v nacisty okupované Jugoslávii; byla zajata, mučena a popravena.
- Lelio Vittorio Valobra, velitel DELASEMu, který pomáhal Židům uniknout Holokaustu
- Dawid Wdowiński, zakladatel Židovského vojenského svazu ve Varšavském ghettu, politický vůdce svazu
- Jicchak Wittenberg, židovský odbojář ve Vilniusu; poté, co padl do zajetí Gestapa, spáchal ve své cele sebevraždu
- Shalom Yoran, židovský odbojář, bojující proti nacistům a kolaborantům během 2. světové války
- Simcha Zorin, židovsko-sovětský partyzánský velitel v Minsku, pod kterého spadalo na 800 židovských bojovníků
- Roza Robota, židovská odbojářka, která sehrála klíčovou roli v povstání Sonderkommanda v Auschwitzu v říjnu 1944
- Joseph Harmatz, řadový člen Farajnikte Partizaner Organizacje pod Abou Kovnerem, později spolu s ním předák Nakamu, židovské extrémistické organizace vyhledávající a zabíjející nacisty po konci války

## Následky

### Nokmim
Ne pro všechny Židy ovšem znamenal konec války svobodu. Někteří ji viděli jako možnost pomstít se na Němcích za utrpení, kterým si procházeli za války. Po válce se proto část přeživších holokaust, vedených vůdci bývalých odbojových skupin, zorganizovala do mnoha nových uskupení s cílem nadále ochraňovat Židy před možnými utlačovateli. Přijali společný název Nokmim, což hebrejsky znamená „mstitelé“, pátrali po nacistech, kteří se na holokaustu podíleli a následně je buďto předávali spravedlnosti, nebo sami popravovali. Koncem čtyřicátých let zabili nespočet nacistů a nejspíš pokračovali i v letech padesátých. Bývalí nacističtí pohlaváři (obvykle lidé, co měli něco do činění s vyhlazovacími tábory nebo byli členy SS), byli obvykle uneseni a následně usmrceni zastřelením, pověšením nebo později i uškrcením, jiní však byli členy Nokmimu zabiti při rychlém přepadení. Bývalý vysoce postavený důstojník Gestapa zemřel, když mu byl v nemocnici, kde čekal na operaci, nitrožilně namísto medikamentů podán petrolej. Je pravděpodobné, že nejúspěšnější členové Nokmimu byli veterány Židovské brigády, kteří měli přístup k vojenskému zpravodajství, transportům a mohli volně cestovat po Evropě.
Skupiny Nokmimu byly ale také aktivní v místech jako je Latinská Amerika, Kanada a Španělsko, aby zde zabíjely nacisty, kteří do těchto zemí emigrovali. Je znám jeden případ, kdy byl Nokmimem konfrontován Aleksander Laak, zodpovědný za zavraždění 8500 Židů v koncentračním táboře Jägala, v jeho domě ve Winnipegu. Poté, co mu bylo oznámeno, že ho Nokmim vyhledal se záměrem ho zabít, mu bylo umožněno spáchat sebevraždu.

#### Nakam

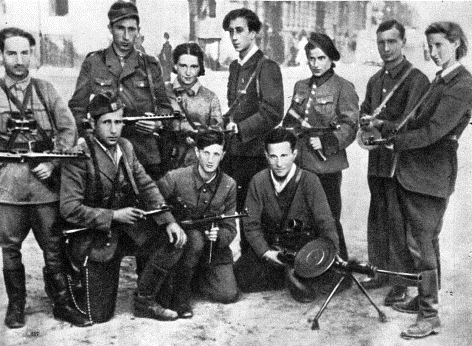
Členové Spojené partyzánské organizace ve Vilenském ghettu

Nejextrémnější skupinou byl takzvaný Nakam (nebo také Hanakam, což hebrejsky znamená „pomsta“). Měl okolo šedesáti členů a to jak bývalých partyzánů, tak i přeživších holokaust. Skupina byla vedena především členy Farajnikte Partizaner Organizacje, jakými byli Joseph Harmatz, Abba Kovner, Yitzhak Avidav a Bezalel Michaeli. Jejich cílem ovšem nebylo jen mstít se jako u zbytku Nokmimu, ale preventivně provést tak rozsáhlou akci, která by dala všem, kteří by se v budoucnu Židům pokusili ublížit, najevo, že kdokoliv tak učiní, zemře. Původní plán mluvil o zabití šesti milionů Němců otrávením zásob vody v Mnichově, Berlíně, Výmaru, Norimberku a Hamburku. Nakam plánoval zabít přesně 6 milionů Němců – tedy tolika, kolik bylo zabito během holokaustu Židů.
Joseph Harmatz ve své výpovědi uvádí, že Kovnerovi pro tento účel obstarali Ephraim a Aharon Katzir velkou dodávku jedu.. Dále jím bylo spekulováno i o zapojení Hagany do přípravy tohoto útoku, která měla Kovnerovi pro převoz jedu z Palestiny poskytnout falešné dokumenty, podle kterých byl příslušníkem Židovské brigády, což mu umožňovalo volný pohyb po okupovaném Německu. Ve francouzském Toulonu ovšem jeho i dodávku jedu zachytili britští důstojníci. Nakam za odhalením svého tehdejšího vůdce viděl zradu ze strany sionistů, kteří se báli, že by následná mezinárodní reakce zabránila vzniku Židovského státu v Palestině.
Po tomto neúspěchu bylo rozhodnuto, že se přejde k plánu B. Pod vedením Yitzhaka Avidava provedl 14. dubna 1946 Nakam rozsáhlý útok proti bývalým příslušníkům SS vězněných ve Stalagu 13, když otrávil jejich příděly jídla arsenem v pekárně, která Stalag 13 zásobovala. Přibližně 1200 vězňů onemocnělo, ale žádná úmrtí nebyla nahlášena hlavně díky tomu, že americká armáda uvolnila lékařské vybavení potřebné pro ošetření otrávených vězňů. Reakcí Nakamu bylo jak chápání tohoto pokusu o hromadnou popravu jako neúspěšného, tak i tvrzení, že ve skutečnosti vězni umírali a Spojenci tato data tajili. Dle Josepha Harmatze následkem tohoto útoku zemřelo okolo tří až čtyř set Němců.
Kancelář státního zástupce v Norimberku zastavila vyšetřování proti dvěma členům Nakamu v ohledu na tento pokus o masovou vraždu v květnu 2000. Tito členové se k činu veřejně hlásili a přiznali se i před soudem, avšak soud z důvodu promlčecích zákonů a nezvyklých okolností od procesu upustil.